# Resolutie 1222 Veiligheidsraad Verenigde Naties
Resolutie 1222 van de Veiligheidsraad van de Verenigde Naties werd unaniem door de VN-Veiligheidsraad aangenomen op 15 januari 1999.

## Achtergrond
In 1980 overleed de Joegoslavische leider Tito, die decennialang de bindende kracht was geweest tussen de zes deelstaten van het land. Na zijn dood kende het nationalisme een sterke opmars en in 1991 verklaarde Kroatië zich onafhankelijk. Daarop volgde de Kroatische Onafhankelijkheidsoorlog, tijdens dewelke het Joegoslavische Volksleger het strategisch gelegen schiereilandje Prevlaka innam. In 1996 kwamen Kroatië en Joegoslavië overeen Prevlaka te demilitariseren, waarop VN-waarnemers van UNMOP kwamen om daarop toe te zien. Deze missie bleef uiteindelijk tot 2002 aanwezig.

## Inhoud

### Waarnemingen
In 1992 al hadden Kroatië en Servië en Montenegro een akkoord ondertekend over de demilitarisatie van het schiereiland Prevlaka. Het demilitarisatieregime werd echter veelvuldig geschonden. Wel werd recent beter samengewerkt met de UNMOP-waarnemingsmissie. Ook had Kroatië een grenspost geopend in de gedemilitariseerde zone, wat een belangrijke vertrouwensmaatregel was. Verder gingen ook de onderhandelingen voor de normalisatie van de betrekkingen tussen beide landen verder, al hadden die nog niet tot een oplossing voor het betwiste Prevlaka geleid. De partijen werden ook nog eens opgeroepen te beginnen ontmijnen.

### Handelingen
De militaire waarnemers werden geautoriseerd te blijven toezien op de demilitarisatie van Prevlaka tot 15 juli. De verbeterde samenwerking met die missie en de vermindering van het aantal incidenten werden verwelkomd. Daarom werd secretaris-generaal Kofi Annan gevraagd een vermindering van het aantal waarnemers naar 22 te overwegen.

## Verwante resoluties
- Resolutie 1203 Veiligheidsraad Verenigde Naties (1998)
- Resolutie 1207 Veiligheidsraad Verenigde Naties (1998)
- Resolutie 1239 Veiligheidsraad Verenigde Naties
- Resolutie 1244 Veiligheidsraad Verenigde Naties

Lijst ·  1220 ·  1221 ·  1222 ·  1223 ·  1224 ·  1225 ·  1226 ·  1227 ·  1228 ·  1229 ·  1230 ·  1231 ·  1232 ·  1233 ·  1234 ·  1235 ·  1236 ·  1237 ·  1238 ·  1239 ·  1240 ·  1241 ·  1242 ·  1243 ·  1244 ·  1245 ·  1246 ·  1247 ·  1248 ·  1249 ·  1250 ·  1251 ·  1252 ·  1253 ·  1254 ·  1255 ·  1256 ·  1257 ·  1258 ·  1259 ·  1260 ·  1261 ·  1262 ·  1263 ·  1264 ·  1265 ·  1266 ·  1267 ·  1268 ·  1269 ·  1270 ·  1271 ·  1272 ·  1273 ·  1274 ·  1275 ·  1276 ·  1277 ·  1278 ·  1279 ·  1280 ·  1281 ·  1282 ·  1283 ·  1284